# 바이올린 협주곡 (브람스)
브람스의 바이올린 협주곡 라장조 작품77은 1878년 작곡된 것으로, 브람스는 바이올린 협주곡을 단 1곡밖에 작곡하지 않았다. 그러나 이 곡은 베토벤, 멘델스존의 바이올린 협주곡과 동렬에 서서 고금의 3대 협주곡으로 높이 평가되고 있다. 바이올린의 대가 요아힘의 유익한 조언도 주효하여, 바이올린 연주의 기교도 무리없이 쓰여지며, 전통적인 3악장 형식을 취하고, 고전적인 충실한 구성을 보여주고 있다. 내용적으로도 철저하게 파내려간 깊이와 밀도가 있는 작품으로서, 원숙하고 참된 브람스의 모습을 똑똑히 보여주고 있다.